# Brevet de l'enseignement primaire
Le brevet de l'enseignement primaire est un ancien diplôme français attestant l'acquisition de connaissances. Il existait le brevet élémentaire passé à seize ans et le brevet supérieur passé à dix-huit ans.

## Histoire
Le 2 janvier 1833, le ministre de l'instruction publique François Guizot présente son projet de loi concernant l'instruction primaire devant la Chambre des députés. La loi Guizot institue le brevet de l'enseignement primaire, élémentaire ou supérieur.  
Le brevet élémentaire a été remplacé par le brevet d'études du premier cycle en 1947 et le brevet supérieur a été supprimé en 1941.

## Examen du brevet élémentaire

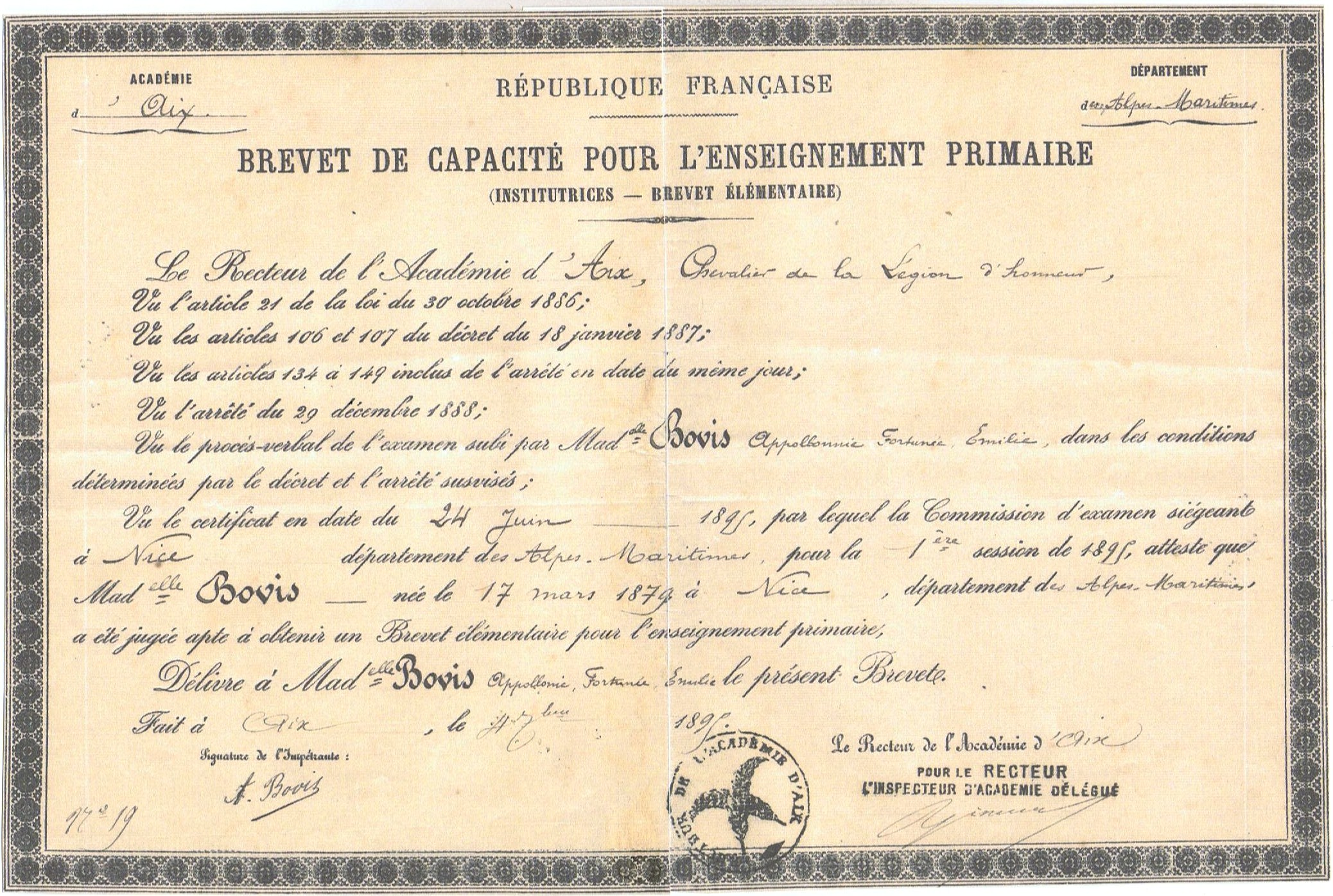
Un brevet élémentaire de 1895.

Tout candidat doit avoir au moins seize ans le 1er octobre de l'année durant laquelle il se présente. Des dispenses peuvent être accordées. La dispense est de droit pour les candidats pourvus du certificat d'études primaires supérieures.
Les commissions d'examen siègent dans chaque chef-lieu de département et tiennent deux sessions ordinaires par an, en juillet et en octobre.
Tout candidat doit se faire inscrire au bureau de l'inspecteur d'académie quinze jours au moins avant le début de l'examen.
L'examen comprend trois séries d'épreuves
- Première série :
  - Une dictée avec des questions s'y rapportant
  - Un exercice de composition française d'un genre très simple
  - Une question d'arithmétique et un problème
- Deuxième série :  
  - Une page d'écriture
  - Un exercice de dessin élémentaire
  - Exercices de gymnastique pour les aspirants ou travaux à l'aiguille pour les aspirantes
- Troisième série (épreuves orales) :
  - Lecture expliquée
  - Questions d'arithmétique et de système métrique
  - Histoire de France, instruction civique et géographique
  - Solfège élémentaire
  - Notions élémentaires des sciences physiques et naturelles

## Examen du brevet supérieur

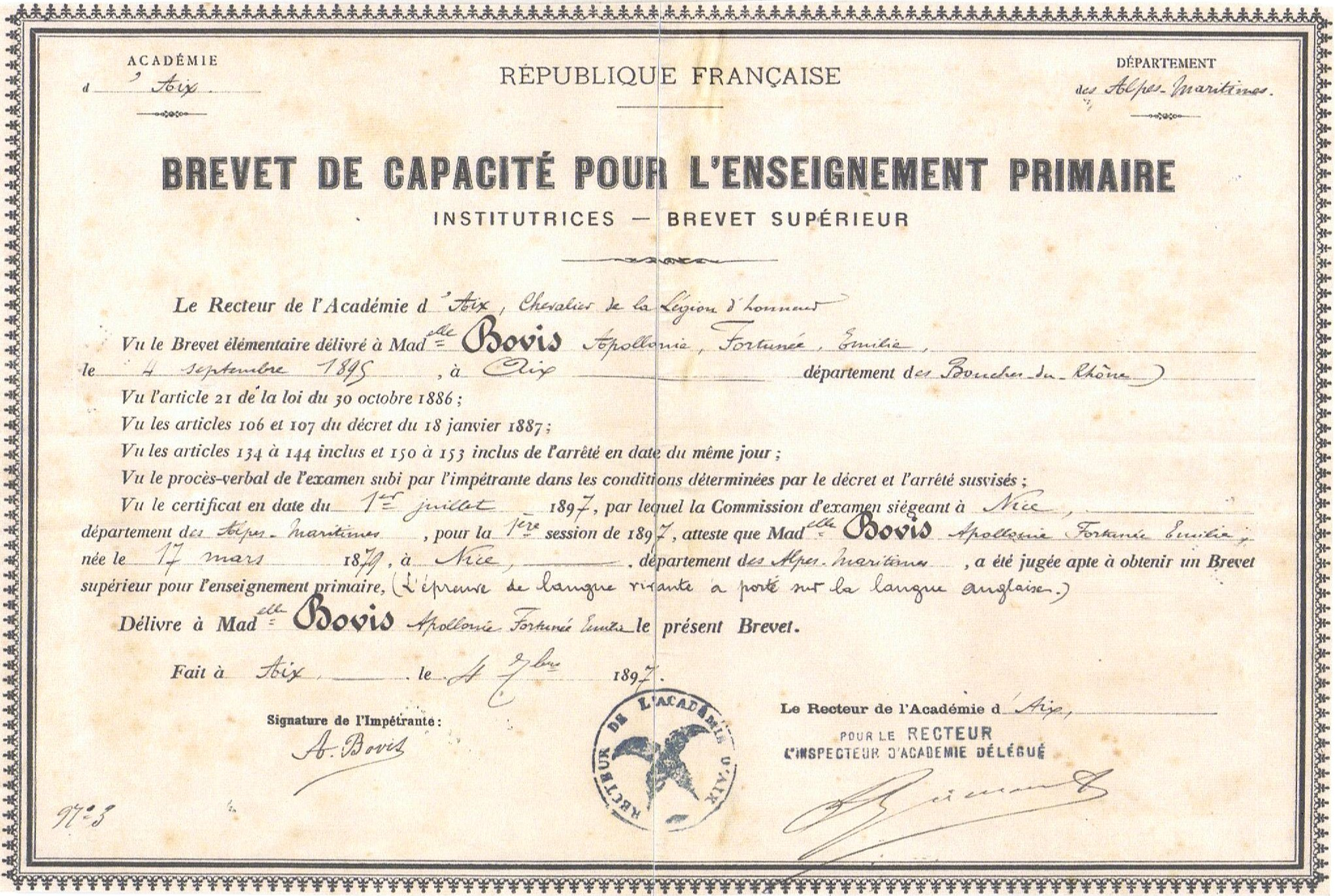
Un brevet supérieur de 1897.

Le candidat doit avoir dix-huit ans le 1er octobre de l'année durant laquelle il se présente et justifier de l'obtention du brevet élémentaire. Des dispenses d'âge peuvent être accordées. 
Les commissions d'examen siègent généralement dans chaque chef-lieu de département et tiennent deux sessions ordinaires par an, en juillet et en octobre.
Tout candidat doit se faire inscrire au bureau de l'inspecteur d'académie quinze jours au moins avant le début de l'examen.
L'examen comprend des séries d'épreuves écrites (éliminatoires) et des épreuves orales :
- Épreuves écrites :
  - Une composition sur l'arithmétique et les sciences physiques et naturelles
  - Une composition française
  - Une composition en dessin
  - Une épreuve de langue vivante
- Épreuves orales :  
  - Une question sur la morale et l'éducation
  - Langue française : lecture expliquée et histoire littéraire
  - Histoire générale et histoire de France
  - Géographie
  - Arithmétique
  - Physique, chimie, histoire naturelle
  - Langue étrangère

Le brevet supérieur était passé principalement par des jeunes filles et ne permettait pas à lui seul d'accéder à des études supérieures, à la différence du baccalauréat.